# 저작권 보호 기간

저작권 보호 기간에 따른 세계 지도

저작권은 특정 저작물을 복사하고 출판할 수 있는 권리이다. "복사"와 "출판"이라는 용어는 상당히 광범위하다. 여기에는 전자 형식으로 복사, 번역본 제작, 저작물을 기반으로 한 TV 프로그램 제작, 저작물을 인터넷에 게시하는 것이 포함된다. 문학이나 예술 작품이라면 저작권으로 보호된다. 이 일반적인 표현은 창의적이고 독창적인 노력의 거의 모든 산물을 포괄한다. 저작권은 아이디어 자체가 아닌 아이디어의 구체적인 표현만을 보호한다. 컬렉션을 편집하는 데 창의적인 활동이 포함된 경우 사실 컬렉션은 저작권으로 보호될 수 있다. 몇몇 국가에서는 "데이터베이스" 자격을 갖춘 사실 수집에 대해 별도의 보호를 제공하지만 해당 조항은 저작권으로 간주되지 않는다. 저작권 보호는 저작물 생성 시 자동으로 이루어진다. 일부 국가에서는 저작권 사무소에 등록하면 소송을 제기하거나 손해 배상금을 더 많이 받을 수 있는 등 추가 혜택을 누릴 수 있다. 저작물의 저작권 기간이 종료되면 해당 저작물은 퍼블릭 도메인으로 전환된다.

## 베른 협약

베른 협약 서명국

베른 협약은 저작권 보호 기간을 저작자의 생존 기간과 사망 후 최소 50년으로 규정하고 있다. 일부 작품 범주의 경우 최소 기간이 더 짧다. 예를 들어 응용 예술의 최소 기간은 25년이고 영화의 최소 기간은 50년이다. 대부분의 국가에서는 허용되는 경우 더 긴 보호 기간을 선택했다.
협약에 따르면 저작권의 존속기간은 저작자의 생존기간에 따라 결정된다. 베른은 저작권이 저작자가 사망한 후 최소 50년 동안 존재한다고 명시하고 있으며, 유럽 연합과 미국을 포함한 많은 국가에서는 저작자가 사망한 후 70년까지 이를 연장했다. 소수의 국가에서는 저작권을 더욱 연장했으며, 멕시코는 저자 사망 후 100년으로 가장 긴 기간을 보유하고 있다.

### 미국
1989년에 베른 협약이 미국에서 발효되었다. 그날부터 미국 작가들은 더 이상 등록이 필요하지 않고 자동으로 자신의 저작물에 대한 저작권을 얻는다. 그러나 저작권에 관한 많은 미국 텍스트는 업데이트되지 않았으며 여전히 이전 등록 원칙을 반영하고 있다.
미국에서는 저작권 등록이 여전히 가능하다. 침해자를 상대로 소송을 시작하려면 여전히 등록이 필요하다. 등록은 실제 손해뿐만 아니라 침해자로부터 법적 손해를 입을 가능성을 제공한다.

### 유럽 연합
유럽 연합 내의 모든 국가는 베른 협약의 서명국이다. 또한 유럽 연합의 저작권은 유럽 지침을 통해 규제된다.
유럽연합 회원국들은 지침에 따라 저자의 생존 기간을 사망 후 70년까지 연장했다. 원래 의도는 아니었지만 연장은 소급 적용된다. 이는 저작자가 사망한 지 50년이 되었기 때문에 공공 영역에 있던 저작물이 추가로 20년 동안 보호받는 효과를 가져왔다.
유럽 국가에서는 저작물 창작 시 저작권 보호가 자동으로 부여된다는 원칙을 따른다. 이 원칙은 베른 협약(1886)에서 처음 확립되었으며, 협약 제5조에서는 회원국이 저작권 보호를 위해 공식적인 조치를 요구하는 것을 명시적으로 금지하고 있다.

## 같이 보기
- 저작 인격권
- 단기 보호 기간 조항